# Mimeusemia albicilia
Mimeusemia albicilia är en fjärilsart som beskrevs av George Francis Hampson 1894. Mimeusemia albicilia ingår i släktet Mimeusemia och familjen nattflyn. Inga underarter finns listade i Catalogue of Life.